# Franz Cisar
Franz Cisar (28. listopadu 1908 – 10. srpna 1943 na východní frontě) byl rakouský fotbalista a reprezentant Rakouska. Nastupoval v obraně i v útoku.

## Hráčská kariéra
Hrál v rakouské lize za Herthu Vídeň, Austrii Vídeň a Wiener AC. V československé lize hrál v ročníku 1935/36 za Moravskou Slavii Brno. V následující sezóně hrál ve Francii za FC Metz. V sezóně 1937/38 hrál opět československou ligu za SK Prostějov. V československé lize dal 5 gólů. Za reprezentaci Rakouska nastoupil v 9 utkáních (01.10.1933–07.06.1934), byl účastníkem Mistrovství světa ve fotbale 1934.

### Prvoligová bilance
| Ročník              | Zápasy | Góly | Minuty | Klub                    |
| ------------------- | ------ | ---- | ------ | ----------------------- |
| I. liga 1927/28     | 24     | 17   | –      | ASV Hertha Wien         |
| I. liga 1928/29     | 13     | 2    | –      | ASV Hertha Wien         |
| I. liga 1928/29     | 8      | 1    | –      | FK Austria Wien         |
| I. liga 1929/30     | 1      | 0    | –      | FK Austria Wien         |
| I. liga 1929/30     | 10     | 7    | –      | Wiener AC               |
| I. liga 1930/31     | 15     | 3    | –      | Wiener AC               |
| I. liga 1931/32     | 15     | 1    | –      | Wiener AC               |
| I. liga 1932/33     | 21     | 7    | –      | Wiener AC               |
| I. liga 1933/34     | 21     | 6    | –      | Wiener AC               |
| I. liga 1934/35     | 15     | 2    | –      | Wiener AC               |
| I. liga 1935/36     | 26     | 5    | 2 340  | SK Moravská Slavia Brno |
| I. liga 1936/37     | 8      | 0    | –      | FC Metz                 |
| I. liga 1937/38     | 21     | 0    | 1 890  | SK Prostějov            |
| CELKEM I. ČS. LIGA  | 47     | 5    | 4 230  |                         |
| CELKEM I. RAK. LIGA | 143    | 46   | –      |                         |
| CELKEM I. FR. LIGA  | 8      | 0    | –      |                         |